# Hvalsø
Hvalsø est une municipalité du département de Roskilde, dans l'est du Danemark.